# Xã Wildhorse, Quận St. Louis, Missouri
Xã Wildhorse (tiếng Anh: Wildhorse Township) là một xã thuộc quận St. Louis, tiểu bang Missouri, Hoa Kỳ. Năm 2010, dân số của xã này là 36.725 người.